# خط طول 34° غرب
خط طول 34° غرب هو أحد خطوط الطول الجغرافية، والتي تمتد من القطب الشمالي الجغرافي إلى القطب الجنوبي الجغرافي، وحسب التحويل الزمني يتأخر خط طول 34° غرب عن خط غرينتش بساعتين و16 دقيقة.

## من القطب إلى القطب
ينطلق خط طول 34° غرب من القطب الشمالي نحو القطب الجنوبي مرورا بالمناطق التي ترد في الجدول التالي:
| الإحداثيات                         | البلد أو الإقليم أو البحر | ملاحظات |
| ---------------------------------- | ------------------------- | --- |
| 90°0′N 34°0′W / 90.000°N 34.000°W  | المحيط المتجمد الشمالي    | |
| 83°36′N 34°0′W / 83.600°N 34.000°W | جرينلاند                  | |
| 66°46′N 34°0′W / 66.767°N 34.000°W | المحيط الأطلسي            | Passing just west of جزيرة روكاس الإستوائية, البرازيل (at 3°51′S 33°49′W / 3.850°S 33.817°W)                                                                                    |
| 60°0′S 34°0′W / 60.000°S 34.000°W  | المحيط الجنوبي            | |
| 77°20′S 34°0′W / 77.333°S 34.000°W | القارة القطبية الجنوبية   | المطالب الإقليمية بالقارة القطبية الجنوبية by both الأرجنتين (المقاطعة الأرجنتينية بالقارة القطبية الجنوبية) and المملكة المتحدة (المقاطعة البريطانية بالقارة القطبية الجنوبية) |